# José María Morelos (Michoacán)
José María Morelos es una localidad del estado mexicano de Michoacán. Es parte del municipio de Zinapécuaro.

## Toponimia
El nombre de la localidad rinde homenaje a José María Morelos, héroe de la Independencia de México.

## Demografía
| Gráfica de evolución demográfica |
|                                  |

| Censo | Población |
| ----- | --------- |
| 1900  | 191       |
| 1910  | 222       |
| 1921  | 232       |
| 1930  | 276       |
| 1940  | 351       |
| 1950  | 412       |
| 1960  | 844       |
| 1970  | 1081      |
| 1980  | 1304      |
| 1990  | 1867      |
| 2000  | 1784      |
| 2010  | 1751      |
| 2020  | 2001      |